# Austrochaperina blumi
Espèce
Statut de conservation UICN

 LC  : Préoccupation mineure
Austrochaperina blumi est une espèce d'amphibiens de la famille des Microhylidae.

## Répartition
Cette espèce est endémique de Nouvelle-Guinée. Elle se rencontre :
- en Papouasie en Nouvelle-Guinée occidentale en Indonésie sur le versant Nord de la chaîne Centrale ;
- en Papouasie-Nouvelle-Guinée dans les monts Hunstein dans la province du Sepik oriental et dans les monts Torricelli et les monts Bewani dans la province de Sandaun.

## Étymologie
Son nom d'espèce, blumi, lui a été donné en référence à J. Paul Blum, herpétologue, en reconnaissance de ses travaux sur les amphibiens de Nouvelle-Guinée occidentale (entre autres, Blum et Menzies, 1988).

## Description
Austrochaperina blumi mesure environ 25 mm. Son dos est beige-verdâtre avec de petites taches brunes.

## Publication originale
- Zweifel, 2000 : Partition of the Australopapuan microhylid frog genus Sphenophryne with descriptions of new species. Bulletin of the American Museum of Natural History, vol. 253, p. 1-130 (texte intégral).